# Eleccions legislatives albaneses de 1996
Les eleccions legislatives albaneses de 1996 se celebraren el 26 de maig de 1996 per a renovar els 140 diputats de l'Assemblea de la República d'Albània. El Partit Democràtic d'Albània va assolir una majoria aclaparadora i el seu cap Alexander Meksi fou confirmat com a primer ministre d'Albània. Tanmateix, la forta inestabilitat política va provocar al cap d'un any enfrontaments civils armats, una forta onada d'emigrants albanesos cap a Albània i la convocatòria de noves eleccions.